# Fiskfossil

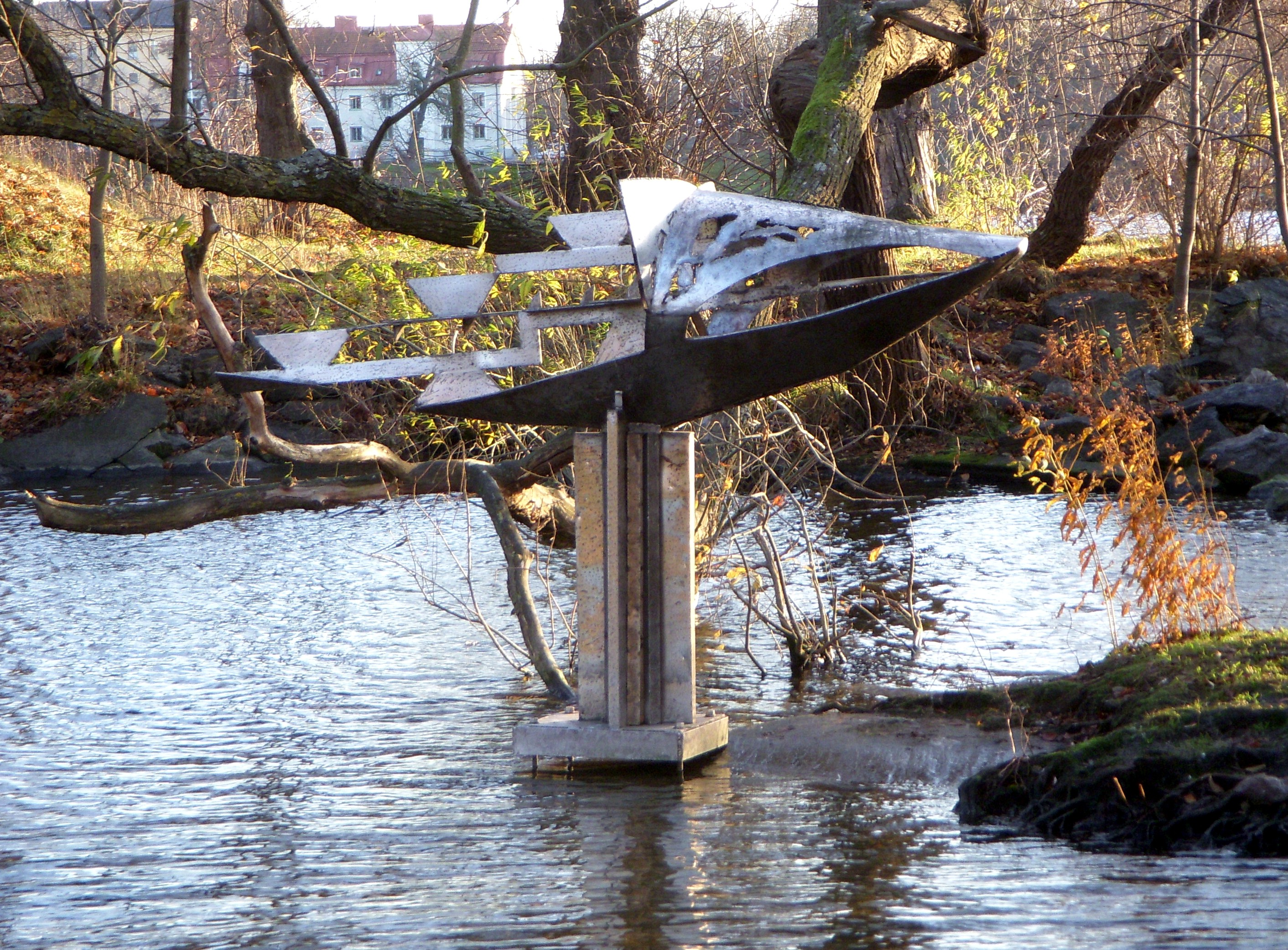
”Fiskfossil” vid Riddarfjärden, 2011.

Fiskfossil är en skulptur på  Smedsudden på Kungsholmen i Stockholm. Skulpturen i rostfritt stål skapades 1985 av Ebba Hedqvist. 
Ebba Hedqvists genombrutna metallfisk ligger på en stålpelare ute i vattnet vid Smedsuddsbadet. Fisken och pelaren är tillverkad av rostfritt stål som speglar sig i Riddarfjärdens vatten. I närheten finns Smalspårig växel av Inga Bagge rest 1989.